# Зитов
Зитов (њем. Sietow) општина је у њемачкој савезној држави Мекленбург-Западна Померанија. Једно је од 60 општинских средишта округа Мириц. Према процјени из 2010. у општини је живјело 656 становника. Посједује регионалну шифру (AGS) 13056063.

## Географски и демографски подаци
Зитов се налази у савезној држави Мекленбург-Западна Померанија у округу Мириц. Општина се налази на надморској висини од 73 метра. Површина општине износи 19,0 km². У самом мјесту је, према процјени из 2010. године, живјело 656 становника. Просјечна густина становништва износи 34 становника/km².